# Kårfullmäktige
Kårfullmäktige är det högsta beslutande organet i ett flertal studentkårer. Kårfullmäktige är oftast valt, antingen genom direkta val av studenterna eller genom indirekta val av olika valkorporationer, vilket kan vara fakultetsföreningar, sektionsföreningar etc. Vid några av de större universiteten i Sverige är kårvalen partival, där kårfullmäktige väljs genom att man röstar på kårpartier.
Göta studentkår, Karlstads studentkår, Chalmers studentkår, Umeå studentkår, Linköpings teknologers studentkår och Handelshögskolans i Göteborg studentkår har alla infört elektroniskt val till kårfullmäktige. Både Chalmers studentkår och Handelshögskolans i Göteborg Studentkår har varsitt egetutvecklat system som jämförs med kårens medlemsregister. I Umeås fall ingick valet i ett statligt projekt och finansierades med bidrag. Tjänsten sköttes av en extern part som garanterade att de så kallade röstpaketen (den avlagda rösten + väljarens identitet) kunde tas emot på ett säkert sätt. LinTek förlitar sig i stället på en modul i det öppna LADOK som används vid Linköpings universitet och som också kopplar samman med kårens medlemssystem.
Svenska regeringens kårobligatorieutredning genomförde en översyn av kårernas verksamhet och kan eventuellt komma att föreslå begränsningar i kårfullmäktiges befogenheter.
Valet till kårfullmäktige i en studentkår kallas ofta kårval.